# 神魔之塔
《神魔之塔》是由香港手機遊戲公司Madhead開發出的一款轉珠遊戲，起初分為繁體中文版（含繁體APK版）及英文版兩個版本。2019年7月開始英文版伺服器將同步整合為雙語版本，英文版於2019年9月9日下架，英文版數據全數移入雙語版，到2019年12月31日後，未引繼之英文版數據亦已移除。
中國大陸簡體版本是由騰訊遊戲代理營運，於2015年10月22日起停止營運。遊戲曾於2013、2015、2016及2017年獲「巴哈姆特遊戲動漫大賞」「人氣手機暨平板遊戲」（2017為「行動設備」分類）金賞、於2018年，2019年，2020，2021年獲「巴哈姆特游戲動漫大賞」「遊戲類 -年度十大」第一名，2022年獲第6名、於2024年獲「巴哈姆特游戲動漫大賞」「最佳持續人氣遊戲獎」銀賞。於2014年被估值為26億港幣。

## 遊戲玩法
《神魔之塔》以世界各地的神話、傳奇、童話作為卡片的參考範本。從遊戲中關卡主線故事、副線故事、昇華故事及羈絆系統等可見，不同召喚獸互相關連，是遊戲演化推進的一大關鍵。
遊戲有六種符石，分別為「水」、「火」、「木」、「光」、「暗」五種屬性符石以及「心」符石。除以特殊卡片作為隊長或開啟特殊技能之外，將符石以直排或橫排的方式連成3粒或以上即可消除。
消除屬性符石可使相應屬性的召喚獸作出攻擊，消除心符石則可以回復生命力，消除符石形成Combo可增加攻擊及回復。
單次消除5顆或以上的符石會掉落一顆強化相同屬性的符石，該符石的倍率較一般符石高，並可攻破特殊敵技(如：強化突破)。
隊伍可透過隊伍技能、主動技能或角色符石羈絆產生種族符石，該符石對該種族的倍率較一般符石高。
把隊伍欄的成員向下拉即可觸發「角色符石」，亦等同於1粒相應的符石，如消除該符石則該角色將額外追打1次，並於下回合攻擊力減至0，角色符石亦能觸發該角色的羈絆加成。
裝備了時光牌的隊伍，可以透過將流光符石拉進去隊伍欄的成員，獲得特殊效果或解盾能力。
遊戲中有公會系統，讓玩家一同建立、成長。遊戲不定期會推出公會任務、魔神戰、迎擊戰等活動，同公會的人可在此貢獻公會。

## 商業代言與合作

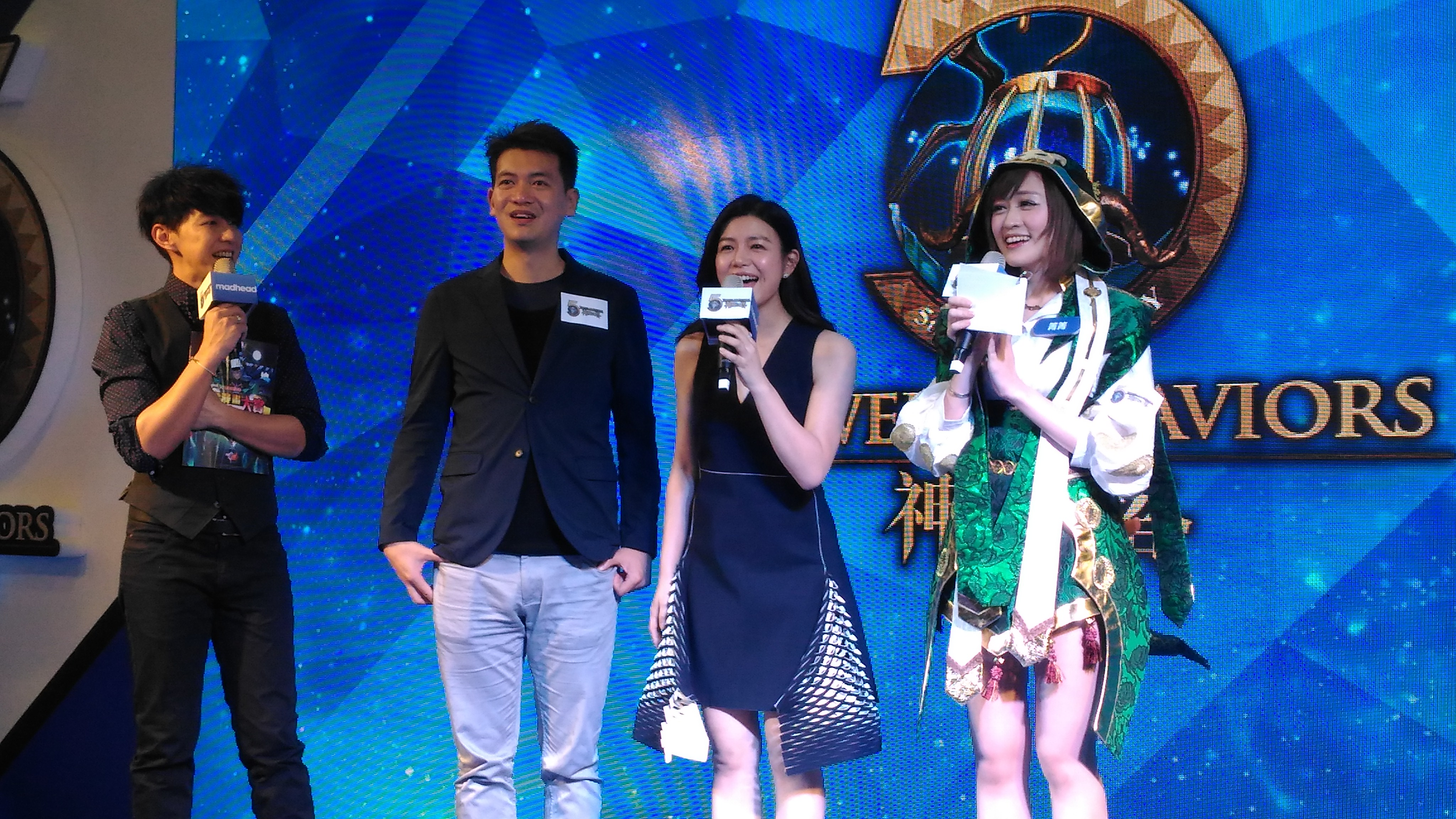
《神魔之塔》參展台北國際電玩展，逢特定慶祝活動時陳妍希(右二)與曾建中(左二)到場。圖為2018年五周年慶祝活動時一景。

合作系列於活動期間過後，相關角色將會絕版，不會再次復刻。

#### 2013年-2017年
- 2013年7月邀請陳妍希成為代言人，並進行合作。率先推出「妍」「希」的副本[16]，2014年潛能解放，2015年3月再推出三屬型態的「妍」「希」角色。2016年7月21日，為了慶祝陳妍希結婚，推出「誓約之花」系列。2018年1月27日，陳妍希在台北國際電玩展宣佈「誓約之花」系列異空轉生。2019年8月22日配合活動"神魔特別行動部"，推出「幻變之花」系列。
- 3.2版本宣佈與香港設計品牌《B. Duck》合作，推出「遠洋的英雄」、「遠洋的旅人」與「遠洋的王者」合作角色，之後於2014年11月10日復刻，追加亂入角色。
- 6.0與9.0版本宣佈與華特迪士尼公司的迪士尼反派合作，但由於牽涉版權問題，此系列只開放於香港、澳門以及臺灣，其他地區則由所羅門封印代替。
- 7.0版本邀請BIGBANG成為代言人，拍攝代言廣告及在遊戲推出BIGBANG成員的角色。2014年香港動漫電玩節，BIGBANG成員G-DRAGON、太陽及勝利出席神魔攤位的「神魔之塔 X BIGBANG 千人BIG爆見面會」，與粉絲見面；之後推出「巨星的輝芒」系列關卡與「巨星的君臨」地獄級關卡。
- 2015年1月9日宣佈與大宇資訊《軒轅劍》合作。
- 2015年4月23日宣佈和臺版《怪物彈珠》合作；2016年1月25日合作第二彈推出「神玉封印」《怪物彈珠 · 英雄》系列角色。
- 2015年7月10日宣佈與大宇資訊《仙劍奇俠傳》合作 。
- 2016年1月11日宣佈與《列王的紛爭》(Clash of Kings)合作。
- 2016年8月5日宣佈和大宇資訊《大富翁》合作。
- 2017年5月20日宣佈和《Crash Fever》(下簡稱「CF」) 合作，另外導入CF的遊玩方式的龍刻模式「擴散龍結」，並將該遊戲的相關元素導入關卡樂曲中；2018年4月16日合作第二彈推出《Crash Fever》「粉碎狂熱」系列的角色。
- 2017年6月8日宣佈與《霹靂布袋戲》合作，於6月19日推出；由於版權合約限制，此系列不開放中國地區用戶。
- 2017年9月11日宣布與SNK《格鬥天王》合作，此為首個「一次性合作」系列；由於版權合約限制，不開放日本地區用戶。

#### 2018年
- 5月28日宣布與動漫《全職獵人》合作，是神魔之塔首次與日本動漫合作；由本系列起，大型作品合作區域均限制為香港、澳門、台灣、新加坡、馬來西亞、泰國。
- 6月28日宣布與動漫《幽遊白書》合作，於7月9日推出。
- 9月20日宣布與輕小說/動漫《為美好的世界獻上祝福》合作。
- 11月23日宣布與「Android」合作，推出活動卡「Android機器人」永久置入友情封印。

#### 2019年
- 2018年12月15日宣布與動漫《FAIRY TAIL魔導少年》合作，於1月2日推出。
- 4月9日宣布與動漫《聖鬥士星矢》合作，於5月6日推出。
- 7月10日宣布與特攝影集《ULTRAMAN》合作，於7月29日推出。
- 8月25日宣布與虛擬歌手《初音未來》合作，於9月9日推出，此外還導入了龍刻模式「節奏龍弦」，發動龍弦時會播放專屬歌曲和譜面。
- 9月18日宣布與「肯德基」合作，推出限定角色「咔啦雞腿堡」及「肯德基小妹」。
- 10月29日宣布與運動飲料「舒跑」合作，推出限定角色「享動舒跑 ‧ 神魔小妹」。
- 11月10日宣布於11月18日復刻《全職獵人》，並追加角色語音、動態、武裝龍刻等內容；12月2日推出第二彈《幻影旅團》系列。

#### 2020年
- 2月7日宣布與動漫《鋼之鍊金術師 BROTHERHOOD》合作，於3月9日推出。
- 4月2日開始與「雪碧」合作，推出限定角色「動感快舞 ‧ 普普璐」和「舞力比拚 ‧ 哈沙」。
- 5月28日宣布與動漫《天元突破 紅蓮螺巖》合作，於6月8日推出。
- 7月19日宣布與動漫《七大罪 眾神的逆鱗》合作，於8月3日推出。
- 9月30日宣布與動畫《福音戰士新劇場版》合作，於10月12日推出。11月2日進入「劇場版Q」內容。同時，本次合作區域新增緬甸、越南、菲律賓及印尼。

#### 2021年
- 2020年12月23日宣布與手機遊戲《ROCKMAN X DiVE》合作，並在1月4日推出。
- 1月27日宣布與動漫《鬼滅之刃》合作，將於3月29日推出。
- 3月23日宣布與定格動畫《天竺鼠車車》合作，將於4月26日推出。此為短合作活動。
- 5月20日宣布與怪獸電影《哥吉拉》合作，於5月24日推出。此為短合作活動。
- 6月14日宣布與特攝電視劇《假面騎士》合作，於6月21日推出。
- 8月9日宣布於8月16日復刻《聖鬥士星矢》；9月6日宣布《冥界篇》第二彈合作於9月13日推出。
- 11月27日宣布與動漫《我的英雄學院》合作，於12月13日推出。

#### 2022年
- 1月1日宣布《怪物彈珠》於1月10日重新復刻，過往石抽系列角色均有潛能解放。
- 2月23日宣布與動漫《銀魂》合作，於2月28日推出。
- 5月4日宣布與《怪物彈珠》第三彈合作將於5月9日推出。
- 7月11日在宣布與電子遊戲《數碼暴龍》合作，於7月18日推出。[17]
- 9月23日宣布與動漫《一拳超人》合作，於10月3日推出。[18]
- 10月26日宣布與動漫《SPY×FAMILY間諜家家酒》合作，於10月31日推出。此為短合作活動。[19]
- 11月29日宣布與動漫《劇場版美少女戰士Sailor Moon Eternal》合作，於12月5日推出。[20]

#### 2023年
- 1月20日宣布與動漫《進擊的巨人》合作，於1月30日推出。[21]
- 1月27日宣布與「泰山企業」合作，於2月8日推出。[22]
- 1月27日邀請職業圍棋棋士黑嘉嘉成為代言人，拍攝代言微電影「十年之約」，並在遊戲內推出「黑嘉嘉系列」等角色。[23][24]
- 4月17日宣布與動漫《咒術迴戰》合作，於4月24日推出。[25]
- 2月5日宣布与圍棋动画作品《棋魂》合作，於7月3日推出。此為短合作活動。[26]
- 7月31日宣布與輕小說/動漫《刀劍神域》合作，於8月7日推出。
- 9月25日宣布於10月2日復刻《初音未來》並追加關卡；同時宣布第二彈合作於10月9日推出。

#### 2024年
- 2023年12月18日宣布與動漫《JoJo的奇妙冒險》合作，於2024年1月1日推出。
- 1月28日宣布與動漫《神劍闖江湖－明治劍客浪漫譚－》合作，於3月25日推出。
- 4月29日宣布與手機遊戲《貓咪大戰爭》合作，於5月6日推出。此為短合作活動。
- 6月10日宣布與動漫《地獄樂》合作，於6月17日推出。
- 9月2日宣布與輕小說/動漫《關於我轉生變成史萊姆這檔事》合作，於9月9日推出。
- 11月26日宣布與動漫《SHY靦腆英雄》合作，於12月2日推出。此為短合作活動。

#### 2025年
- 2月17日宣布與輕小說/動漫《Re:從零開始的異世界生活》合作，於2月24日推出。
- 3月27日宣布與「OKINA」和「NESTEA」合作。
- 1月26日電玩展期間宣布與動漫《JoJo的奇妙冒險》再度展開合作，4月14日宣布第二彈合作於2025年4月21日推出，並同步復刻第一彈。
- 6月9日宣布與動漫《我推的孩子》合作，於6月16日推出。
- 8月1日宣布與動漫《Code Geass 反叛的魯路修》×《Code Geass 奪回的Rozé》合作，於8月11日推出。

| 年份 | 合作                                    | 日期                                |
| ---- | --------------------------------------- | ----------------------------------- |
| 2018 | 《全職獵人》第一彈                      | 05 月 28 日 (一) - 06 月 24 日 (日) |
| 2018 | 《幽遊白書》                            | 07 月 09 日 (一) - 08 月 05 日 (日) |
| 2018 | 《為美好的世界獻上祝福》                | 10 月 02 日 (二) - 10 月 29 日 (日) |
| 2019 | 《FAIRY TAIL魔導少年》                  | 01 月 02 日 (三) - 01 月 29 日 (日) |
| 2019 | 《聖鬥士星矢》第一彈                    | 05 月 06 日 (一) - 06 月 02 日 (日) |
| 2019 | 《ULTRAMAN》                            | 07 月 29 日 (一) - 08 月 25 日 (日) |
| 2019 | 《初音未來》第一彈                      | 09 月 09 日 (一) - 10 月 06 日 (日) |
| 2019 | 《全職獵人》第二彈                      | 12 月 02 日 (一) - 12 月 29 日 (日) |
| 2020 | 《鋼之鍊金術師 BROTHERHOOD》            | 03 月 09 日 (一) - 04 月 05 日 (日) |
| 2020 | 《天元突破 紅蓮螺巖》                   | 06 月 08 日 (一) - 07 月 05 日 (日) |
| 2020 | 《七大罪 眾神的逆鱗》                   | 08 月 03 日 (一) - 08 月 30 日 (日) |
| 2020 | 《福音戰士新劇場版》                    | 10 月 12 日 (一) - 11 月 08 日 (日) |
| 2021 | 《ROCKMAN X DiVE》                      | 01 月 04 日 (一) - 01 月 31 日 (日) |
| 2021 | 《鬼滅之刃》                            | 03 月 29 日 (一) - 04 月 25 日 (日) |
| 2021 | 《天竺鼠車車》                          | 04 月 26 日 (一) - 05 月 09 日 (日) |
| 2021 | 《哥吉拉》                              | 05 月 24 日 (一) - 06 月 06 日 (日) |
| 2021 | 《假面騎士》                            | 06 月 21 日 (一) - 07 月 28 日 (日) |
| 2021 | 《聖鬥士星矢》第二彈                    | 09 月 13 日 (一) - 10 月 10 日 (日) |
| 2021 | 《我的英雄學院》                        | 12 月 13 日 (一) - 01 月 02 日 (日) |
| 2022 | 《怪物彈珠》第一彈復刻                  | 01 月 10 日 (一) - 01 月 23 日 (日) |
| 2022 | 《銀魂》                                | 02 月 28 日 (一) - 03 月 27 日 (日) |
| 2022 | 《怪物彈珠》第二彈                      | 05 月 09 日 (一) - 05 月 29 日 (日) |
| 2022 | 《數碼暴龍》                            | 07 月 18 日 (一) - 08 月 14 日 (日) |
| 2022 | 《一拳超人》                            | 10 月 03 日 (一) - 10 月 23 日 (日) |
| 2022 | 《SPY×FAMILY間諜家家酒》                | 10 月 31 日 (一) - 11 月 13 日 (日) |
| 2022 | 《劇場版美少女戰士Sailor Moon Eternal》 | 12 月 05 日 (一) - 01 月 01 日 (日) |
| 2023 | 《進擊的巨人》                          | 01 月 30 日 (一) - 02 月 26 日 (日) |
| 2023 | 《咒術迴戰》                            | 04 月 24 日 (一) - 05 月 21 日 (日) |
| 2023 | 《棋魂》                                | 07 月 03 日 (一) - 07 月 26 日 (日) |
| 2023 | 《刀劍神域》                            | 08 月 07 日 (一) - 09 月 03 日 (日) |
| 2023 | 《初音未來》第二彈                      | 10 月 09 日 (一) - 11 月 05 日 (日) |
| 2024 | 《JoJo的奇妙冒險》第一彈                | 01 月 01 日 (一) - 01 月 28 日 (日) |
| 2024 | 《神劍闖江湖－明治劍客浪漫譚－》        | 03 月 25 日 (一) - 04 月 21 日 (日) |
| 2024 | 《貓咪大戰爭》                          | 05 月 06 日 (一) - 05 月 19 日 (日) |
| 2024 | 《地獄樂》                              | 06 月 17 日 (一) - 07 月 14 日 (日) |
| 2024 | 《關於我轉生變成史萊姆這檔事》          | 09 月 09 日 (一) - 10 月 06 日 (日) |
| 2024 | 《SHY靦腆英雄》                         | 12 月 02 日 (一) - 12 月 15 日 (日) |
| 2025 | 《Re:從零開始的異世界生活》             | 02 月 24 日 (一) - 03 月 23 日 (日) |
| 2025 | 《JoJo的奇妙冒險》第一彈復刻            | 04 月 21 日 (一) - 05 月 04 日 (日) |
| 2025 | 《JoJo的奇妙冒險》第二彈                | 04 月 21 日 (一) - 05 月 18 日 (日) |
| 2025 | 《我推的孩子》                          | 06 月 16 日 (一) - 07 月 06 日 (日) |
| 2025 | 《Code Geass 反叛的魯路修》             | 08 月 11 日 (一) - 09 月 07 日 (日) |
| 2025 | 《Code Geass 奪回的Rozé》               | 08 月 11 日 (一) - 09 月 07 日 (日) |

## 爭議

### 與《龍族拼圖》相似
《神魔之塔》的系統與介面與日本轉珠手機遊戲《龍族拼圖》(Puzzle and Dragon/P&D)極為相似——戰鬥介面(轉珠介面)幾乎與《龍族拼圖》相同、五屬性的設計、4隊員+雙隊長及6×5轉珠介面，傷害的公式除了剋制屬性倍率和強化珠倍率之外也極度相似。兩者同樣有好友隊長制度、友情點數及魔法石的抽卡(蛋)制度。
而召喚獸的動作設計與《龍族拼圖》召喚獸的動作相似，甚至都有每週一輪的以取得進化素材為主的關卡及每日的無限回廊。基於以上原因，《神魔之塔》不斷受到部份龍族拼圖玩家指控抄襲，戲稱《神魔之塔》為「神抄之塔」，《神魔之塔》創辦人曾建中指出，他們製作神魔時參考致敬了不少遊戲，《龍族拼圖》只是其中一個，並說新的想法通常基於舊有的想法而出來。
2013年香港動漫電玩節，《龍族拼圖》的玩家不滿《神魔之塔》「抄PAD又說自己是原創的」，在展期最後一天臨結束前，約50人到《神魔之塔》攤位抗議、喝倒采、高呼「香港之恥、神抄之塔」和“烂透了”，又撕爛《神魔之塔》海報。而這次《神魔之塔》的參展及相關示威活動亦有日本媒體《GetNews》(ガジェット通信)發現並報導。
2013年7月31日，一群香港科技大學校友發表聲明，批評《神魔之塔》創辦人曾建中有違商業道德操守，同時又指科大校方在背後為兩兄弟宣傳：科大大學發展及校友事務處高級經理Wendy Tang既到香港動漫電玩節為《神魔之塔》打氣，更於8月16日為曾建中舉辦成功創業講座。
聲明直指科大校方收取曾建中100萬港元捐款屬「不義之財」，質問校方：「即使是世界第一又如何？」聲明指科大校方要求學生在畢業前必須修讀商業道德操守課程合格方可畢業，但曾建中的行為令人「非常失望」，要求校方暫停曾建中的MBA學籍、停止為其宣傳。而後，《龍族拼圖》創辦者山本表示沒有理由追究，但雙方支持者對此事仍有許多爭議。

### 2014年度巴哈姆特大賞遭取消資格
《神魔之塔》本於2014年度巴哈姆特遊戲大賞被提名，卻因買票違反活動規定而被取消資格。
活動投票期間，一名《神魔之塔》的代言模特兒在Facebook公開宣稱，網友只要到巴哈姆特投票給《神魔之塔》並截圖為證，便可獲贈遊戲中一般需付款購買的「魔法石」。此舉違反巴哈姆特官方在活動網站明定的規則「嚴禁廠商在『投票期間』以各種利益交換形式『直接鼓勵、圖利網友』來投票，以致活動公正性受到影響」，故遭巴哈姆特官方取消遊戲參加年度大賞資格。《神魔之塔》官方事後於Facebook回應，代言模特兒的活動純粹是友好團體之個人行為，並非官方授權，官方對事件的結果表示十分震驚及遺憾，不過會尊重巴哈姆特的決定。

### 差別待遇事件引爆巴哈姆特論壇玩家不滿
《神魔女將》或《madhead girls》是為《神魔之塔》代言的女性模特兒或實況主，近年隨著《神魔之塔》創辦人曾建中投資直播平台《17直播》，而在該直播平台則有許多女性實況主簽約到《神魔之塔》擔任神魔女將，但是也遭到玩家質疑多數神魔女將並沒有轉珠能力，在實況中只是穿著清涼來吸引男性玩家觀看。
註：由 神魔女將 或 madhead girls 在遊戲中創立的公會通稱女將公會。
2019年10月9日，一位新任的madhead girl 嗡嗡Beezy 發布了一篇她創立的新公會招生文，在內文圖片中被玩家發現可獲得在平常遊戲較難獲得的獎勵，且數量比原本預設的活動獎勵多出許多。
2019年10月10日，該招生文刪去了原本的獎勵公告，但留言中仍表示原本的獎勵皆還存在，此貼文被轉發到巴哈姆特電玩資訊站(下統稱巴哈姆特論壇)後引發大量玩家質疑並反對其特權。
《神魔之塔》在Instagram的官方帳號於2019年10月11日發布了一則貼文，內容為歐洲巴洛克時期的音樂家巴哈的嘴巴被貼上OK蹦的圖片，並有靜音的符號，網友懷疑此圖隱喻著叫巴哈姆特論壇上的網友們閉嘴；同時，因貼文有小編的署名「阿薩Tos之妻」，根據前述的臉書公會招生貼文，為人所發現「嗡嗡Beezy」就是《神魔之塔》在Instagram上的小編，令巴哈姆特論壇上的網友震怒。
2019年10月12日，巴哈姆特論壇和批踢踢實業坊Tos版的網友找出了一些神魔之塔粉專的留言截圖，內容為神魔之塔粉專小編數落玩家的言論，再度令巴哈姆特論壇、批踢踢實業坊Tos版及臉書遊戲社團的網友一片嘩然。
2019年10月13日，《神魔之塔》在Instagram的官方帳號發布道歉啟事，並指出此為雙方認知不同的誤會，且會卸除該名小編之責。同時，官方在臉書的公會長社團及LINE公會長群組宣布取消特權。不過，仍有許多玩家無法接受官方輕描淡寫的道歉，而且無法理解為何要在私密的公會長社團公布取消特權，而不是公開於自己的社群媒體上。
此風波並沒有因為道歉啟示而弭平，玩家反對女將的存在、質疑遊戲品質(近期伺服器超載並維修數次、遊戲仍有許多Bug未解等經年累月的問題)，以及官方試圖大事化小的消極態度，有數名登入超過兩千天的忠實玩家以刪除自己全數的卡片做為抗議，並從此退出遊戲。
2019年10月15日，《神魔之塔》製作人Tim在臉書的粉絲團發布有關此事件的道歉啟事與改善方案以及令玩家感到無感且反感的補償，並承諾會改善未來社群小編的選擇、女將公會額外獎勵取消、追加公會任務個人排名獎勵、於2020年新增測試伺服器並在2020年2月後與兩個版本間額外增加一個禮拜來改善遊戲漏洞問題，以及遊戲制度方面的優化，但對於女將招聘議題隻字未提。令玩家不知是否女將公會私下還是否有如此待遇。
2019年10月17日，女將嗡嗡Beezy在臉書粉絲團發表道歉啟事，但內容普遍被巴哈姆特論壇上的網友認為缺乏誠意。

### 後門特權爭議
2020年6月5日，於公會任務結束時，公會黑夜之城會員噹噹被爆使用特權向《神魔之塔》製作人Tim解鎖帳號，除此之外，還使用遊戲外掛遊玩。儘管官方解釋只是誤鎖，2020年6月9日也釋出相關影片。不過仍造成玩家的猜忌。許多玩家認為噹噹的精神狀態並非能持續到7天，同時也有許多玩家懷疑有著眾多的問題點，無法理解為何官方將他們視為沒有問題。
2020年6月11日，Madhead執行長Terry已內部處分Tim，並保證不會再出現類似事件。並於2020年6月12日公布補償。

## 外部連結
- 官方网站
- 神魔之塔的Facebook專頁
- YouTube上的神魔之塔頻道